# Renauldia dusenii
Renauldia dusenii là một loài Rêu trong họ Pterobryaceae. Loài này được (Broth.) Broth. miêu tả khoa học đầu tiên năm 1925.